# 父島気象観測所
父島気象観測所（ちちじまきしょうかんそくじょ）は、東京都小笠原支庁小笠原村父島にある気象観測所である。気象観測を行っている。

## 概要
父島気象観測所は、気象庁大気海洋部業務課に属する施設であり、天気予報や気象証明を行う気象台や測候所、特別地域気象観測所ではない。
父島気象観測所は、父島で気象観測を行うための施設であり、天気予報を行い、警報・注意報を発表する権限を持つ予報官は派遣されていない（一方、小笠原諸島と同様の孤島である大東諸島は、西太平洋における台風観測や、日本の台風予報にとって重要な拠点であるため、南大東島に気象台が置かれ、独自に警報・注意報を発表している）。小笠原諸島に関する警報･注意報は、東京都の気象予報を管轄する気象庁本庁が発表している。
ただし、観測所職員による雲や視程観測は行われており、加えて、観測所職員により、黄砂や竜巻、火山噴火、漂着物といった、気象庁の行う、あらゆる観測や現地調査が行われている。
また、高層気象観測を行っており、全国に16拠点ある高層気象観測の1拠点である。1日2回、ラジオゾンデにより高層の気象状況を観測している。
それに加えて、観測所敷地内に、アメダス、地震計、検潮計等が設置されており、これらは自動観測され、観測データが自動的に気象庁本庁に送られている。